# HD 136028
HD 136028，又名BD+00 3337，SAO 140444、HR 5690，是一颗恒星，视星等为5.89，位于銀經1.02，銀緯45.19，其B1900.0坐标为赤經15h 13m 18.3s，赤緯-0° 45.19′ 45″。